# جيفري ريتش
جيفري ريتش (بالإنجليزية: Jeffrey Reich)‏ هو شخصية أعمال أمريكي، ولد في 30 أكتوبر 1957 في كامبريدج في الولايات المتحدة.